# Mies van Oppenraaij
Maria Louise (Mies) van Oppenraaij (Soerabaja, 22 december 1910 - Beneden-Leeuwen, 30 september 1998) was een Nederlandse kunstschilder, illustrator en glazenier.

## Leven en werk
Van Oppenraaij was een dochter van mr. George Willem Adrien van Oppenraaij (1882-1915) en Isoline Theodore Jacomine Kramer (1879-1976). Vader George was werkzaam als rechterlijk ambtenaar en voorzitter van de Landraad in Nederlands-Indië. In 1914 ging zijn vrouw met de kinderen met verlof naar Nederland. Terwijl zij op de boot zaten brak de Eerste Wereldoorlog uit. In 1915 overleed haar vader in Indië. Het gezin bleef daarna in Nederland wonen en vestigde zich in Amsterdam.
Van Oppenraaij verhuisde medio 1922 met haar moeder naar Nijmegen. Ze bezocht de kunstacademie in Arnhem (1925-1929), waar ze lessen volgde bij onder anderen Gijs Jacobs van den Hof, Henk Schilling en Hendrik Valk. Ze maakte al tijdens haar studie illustraties voor diverse boeken en tijdschriften. Ze had haar eerste expositie in 1934 bij een kunsthandel in Tilburg. Van Oppenraaij vervolgde haar opleiding aan de Koninklijke Academie voor Beeldende Kunsten in München (1935-1938). Ze volgde ook een kostuumcursus in Amsterdam en lessen Chinees tekenen in Parijs. Ze maakte studiereizen naar Frankrijk, Italië en Egypte.
Vanuit München vestigde van Oppenraaij zich in Amsterdam. Tijdens de oorlog was ze actief in het verzet, ze vervalste onder meer persoonsbewijzen. Begin 1944 dook ze onder bij Jan Heesters in Schijndel. Na Dolle Dinsdag keerde ze terug naar Amsterdam. Ze is een van de kunstenaars die wordt herdacht met het monument voor het kunstenaarsverzet in Mook.
Na de oorlog verhuisde ze weer naar Nijmegen. Ze kreeg opdrachten voor glas-in-loodramen voor de Sint-Bonifatiuskerk (Zaandam) (1948-1950) en het Ursulinenklooster in Venray (1951-1954). Daarnaast bleef ze tekenen en schilderde in olieverf. Ze maakte veelal christelijk religieuze voorstellingen en was lid van de Algemene Katholieke Kunstenaarsvereniging
Van Oppenraaij werd in 1997 benoemd tot lid in de Orde van Oranje-Nassau, in datzelfde jaar verscheen haar autobiografie. De kunstenares overleed een jaar later, op 87-jarige leeftijd, en werd begraven in Nijmegen.

## Publicatie
- 1997 Schaduw en coloriet: autobiografie. Brakkensteijn. ISBN 9789075496031